# Basil Myron Schott
Basil Myron Schott OFM (* 21. September 1939 in Freeland, Pennsylvania; † 10. Juni 2010 in Pittsburgh, Pennsylvania) war Bischof der ruthenischen griechisch-katholischen Eparchie Parma und Erzbischof der Erzeparchie Pittsburgh.

## Leben
Basil Myron Schott trat nach seinem Abschluss an der St. Gabriel High School in Hazleton im Jahre 1958 der Ordensgemeinschaft der Franziskaner (Byzantine Franciscans) bei. 1959 legte er Profess ab. Er studierte Philosophie und Theologie am Immaculate Conception College in Troy und Theologie und Pastoralseelsorge am St. Mary Seminary in Norwalk. Am 29. August 1965 empfing Basil Myron Schott die Priesterweihe. Er hatte zahlreiche Ämter im Orden inne; 1988 war er im Stab des Generaloberen der USA tätig.
Papst Johannes Paul II. berief ihn am 3. Februar 1996 zum Bischof der Eparchie Parma. Die Bischofsweihe erfolgte am 11. Juli desselben Jahres durch den Erzbischof von Pittsburgh, Judson Michael Procyk; Mitkonsekratoren waren Andrew Pataki, Bischof von Passaic, und George Martin Kuzma, Bischof von Van Nuys. Am 3. Mai 2002 wurde er ruthenisch griechisch-katholischer Erzbischof von Pittsburgh und am 9. Juli 2002 wurde er feierlich ins Amt eingeführt.
Er war Präsident des Rates der ruthenischen Kirche in den USA. Am 7. März 2009 wurde er durch Papst Benedikt XVI. zum Mitglied der Kongregation für die orientalischen Kirchen ernannt. In der United States Conference of Catholic Bishops (USCCB) war er Vorsitzender der Kommission für die Beziehungen zwischen der orthodoxen und der lateinischen Kirche. Zudem war er Mitglied der Kommissionen für das geweihte Leben, die Mission und Vorsitzender der Kommission für die Region XV der USCCB.
Basil Myron Schott starb im UPMC Passavant Hospital in Pittsburgh an den Folgen eines Krebsleidens. Er wurde in Mount St. Macrina in Uniontown bestattet.